# Темяшево (Мордовия)
Темяшево — село в Старошайговском районе Мордовии. Административный центр   Темяшевского сельского поселения.

## География
Расположено на реке Ирсеть, в 34 километрах от районного центра и 62 километрах от железнодорожной станции Саранск.

## История
Впервые населённый пункт поминается в приходной книге сбора запросных денег с ясачных крестьян в 1665 году.
В 1704 году темяшевцы платили оброк с 550 ульев. В 1713 году в Темяшеве было 13 дворов, согласно ландратской книге Л. Аристова 1716—1717 годов — 28 дворов, проживало 130 человек.
В 1732 году крестьяне Темяшева были приписаны к Починковской поташной конторе, в 1760 году — к Починковскому лейб-гвардейскому конному полку.
В «Списке населённых мест Нижегородской губернии» 1863 года Темяшево указано как казённое село Лукояновского уезда. В селе имелись 143 двора, церковь, церковно-приходская школа.
В 1930-е годы в селе был создан колхоз «Ленинонь киц» («Ленинский путь»), в 1950—1960-е годы носивший название им. Фрунзе и «Красная Звезда», с 1976 года — укрупнённое хозяйство «Красная Звезда», с 1986 года — колхоз «Темяшевский», с 2003 года — СПК.
В селе имеется основная школа, магазин, медпункт.

## Известные люди
В селе родились:
- Акашкин, Вячеслав Павлович — театральный актёр.
- Атмакин, Геннадий Васильевич — чемпион Европы по греко-римской борьбе.